# 秋田三菱自動車販売
秋田三菱自動車販売株式会社（あきたみつびしじどうしゃはんばい）は、秋田県秋田市に本社を置く、三菱自動車のディーラー。

## 沿革
- 1959年3月9日 - 三傳自動車株式会社として設立。
- 1966年10月 - 秋田三菱自動車販売株式会社に商号変更。
- 2003年7月 - 秋羽三菱自動車販売株式会社を合併。
- 2005年10月 - 大館三菱自動車販売株式会社と横手三菱自動車販売株式会社を合併。
- 2009年3月 - 子会社の秋田クライスラー株式会社を清算。
- 2017年
  - 3月1日 - クリーンカー臨海内にカーセブン秋田臨海店を開設。
  - 9月1日 - 臨海店を秋田店に統合。
  - 9月30日 - 旧臨海店にスズキアリーナ秋田臨海と臨海サービス店を開設。
- 2020年2月25日 - 当社並びに三菱自動車工業と秋田市との間で「災害時等おける電動自動車及び給電装置の貸与に関する協力協定」を締結[1]。

## 拠点
- 本社・秋田店/秋田市川元開和町4-17
- 大曲店/大仙市美原町7-24
- 本荘店/由利本荘市石脇字田尻野30-17
- 能代店/能代市字下古川布20-13
- 大館店/大館市秋田県大館市根下戸新町19-66
- 鹿角店・クリーンカー鹿角/鹿角市十和田錦木字冠田88-2
- 横手店/横手市駅西3丁目4-36
- 湯沢店/湯沢市杉沢新所字砂田160
- クリーンカー臨海・カーセブン秋田臨海店/秋田市川尻町字大川反233-45
- 臨海サービス店・スズキアリーナ秋田臨海/秋田市川尻町字大川反233-45